# 沙尔穆瓦耶
沙尔穆瓦耶（法語：Charmoille，法語發音：[ʃaʁmwaj]）是法国上索恩省的一个市镇，属于沃苏勒区。

## 地理
沙尔穆瓦耶（47°39'49"N, 6°6'27"E）面积5.04 平方千米，位于法国勃艮第-弗朗什-孔泰大區上索恩省，该省份为法国东部内陆省份，北起顺时针与孚日省、贝尔福地区省、杜省、汝拉省、科多尔省和上马恩省接壤。
与沙尔穆瓦耶接壤的市镇（或旧市镇、城区）包括：布尼翁、格拉特里、皮塞、皮西-埃珀努。

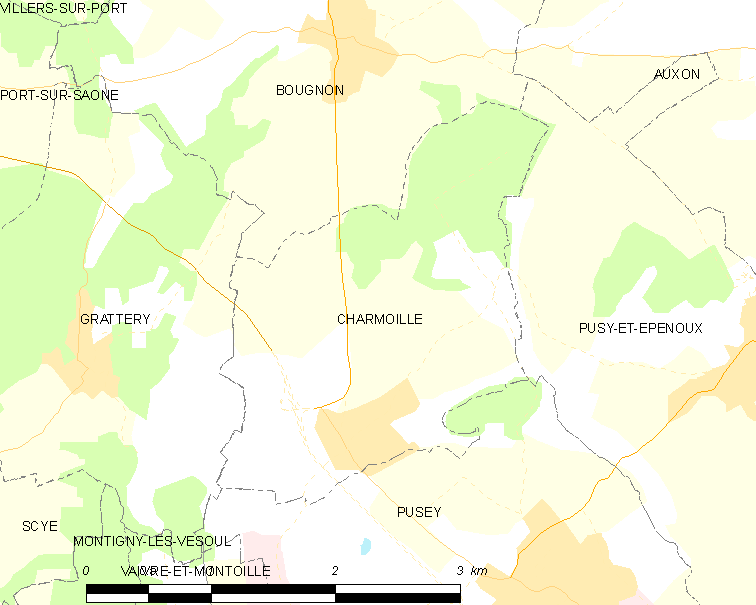
沙尔穆瓦耶的OSM定位图

沙尔穆瓦耶的时区为UTC+01:00、UTC+02:00（夏令时）。

## 行政
沙尔穆瓦耶的邮政编码为70000，INSEE市镇编码为70136。

## 政治
沙尔穆瓦耶所属的省级选区为沃苏勒第一县。

## 人口

1962-2008年间沙尔穆瓦耶人口变化图示

沙尔穆瓦耶于2022年1月1日时的人口数量为484人。